# ブロマシル
ブロマシル（英: Bromacil）は化学式C9H13BrN2O2で表される有機臭素化合物。ピリミジン骨格を持つ。

## 用途
アメリカ合衆国のデュポンが開発した除草剤。日本では1965年4月30日に農薬登録を受け、果樹園や非農耕地のツユクサやハコベ、スギナ、ヨモギなどに使用される。商品名には「ウィードコロン」「ハイバーX」「ボロシル」がある。

## 安全性
半数致死量（LD50）はラットへの経口投与で691mg/kg、ラットへの経皮投与で2,000mg/kg以上。発癌の恐れがある。不燃性だが、210℃以上で分解し、臭化水素や窒素酸化物を含む有毒ガスを生じる。水生生物に対し強い毒性を持ち、半数致死濃度（LC50）は魚類で36mg/l、ミジンコで119mg/l、藻類で0.013mg/l。サルモネラ菌やショウジョウバエで変異原性が見られた。